# Дом Перцова
Дом Пе́рцова — доходный дом, памятник архитектуры, историческое здание в стиле модерн, возведённое в Санкт-Петербурге в 1910—1912 годах.

## Описание
Здание состоит из двух симметричных шестиэтажных корпусов, обращённых к Лиговскому проспекту. В глубине участка размещены несколько флигелей, образующих внутренние дворы. Все фасады доходного дома оформлены растительными орнаментами. Главный фасад пышно декорирован лепкой, украшающей четыре ризалита на уровне шестого этажа. На двух крайних ризалитах изображены фигуры мальчиков в листьях каштанов, на двух других представлены женские головы среди листьев каштанов. Два угла здания, обращенные друг к другу и к проезду во внутренние дворы, на уровне мансардного этажа украшены лепкой из растительного орнамента с головами сатиров. Два эркера, оконные простенки и порталы дверей покрыты композициями из растительных элементов. Все скульптурные работы выполнены в 1913 году по моделям скульптора-лепщика А. Е. Громова 1-й «Петербургской скульптурно-декоративной артели». Балконы оформлены разнообразными коваными решетками с использованием растительных мотивов. Декоративно-скульптурное решение здания является характерным примером стиля модерн.

## История участка
История земельного участка, на котором располагается Пе́рцовский дом, известна с начала XIX века. На месте нынешнего Лиговского проспекта протекал искусственный Лиговский канал, прорытый ещё в 1718—1725 годах под руководством генерала Скорнякова-Писарева. В 1891 году канал был взят в трубу и засыпан сначала до Обводного канала, а впоследствии (1965—1969) до пересечения с Краснопутиловской улицей. На его месте была проложена Лиговская улица, в 1952 году переименованная в Сталинградский проспект, а с 1956 года получившая своё современное название.
Первый план строения на этом месте датирован 1833 годом. Участок, о котором идет речь, носил номер 32, относился к 1-му кварталу Каретной части и принадлежал семье коллежского советника Ивана Фёдоровича Галченкова. Там имелся двухэтажный деревянный дом, дворовые хозяйственные постройки и жилые флигели, в одном из которых прожил свои последние дни литературный критик Виссарион Григорьевич Белинский.
В 1874 году внук И. Ф. Галченкова, Иван Ростиславович, — штаб-ротмистр, служащий Главного управления военно-учебных заведений, член Императорского Русского технического общества — разделил участок на 12 частей, предполагая продать их раздельно. В 1876 году по доверенности Галченкова несколькими участками владел П. П. Назимов. С 1880 года К. И. Ланге содержал во дворе водочный завод, позднее принадлежавший другим владельцам. В 1882 на участке был построен трехэтажный каменный лицевой дом и такой же дом с флигелем во дворе.
В эти годы в доме Галченкова располагалась фабрика серебряных и бронзовых вещей Я. В. Васильева. Там производились люстры, лампы, канделябры, письменные приборы, церковная утварь. Как утверждала реклама, фабрика владела всеми рисунками и моделями бывшей английской фабрики Никольс и Плинке.
В 1901 году в этом доме было основано Общежитие бывших смолянок. Оно было предназначено «для окончивших курс трудящихся, учащихся и временно приезжающих в Санкт-Петербург». В общежитии было 18 мест: предоставлялись отдельные комнаты либо места в двухместных комнатах.
В 1906 году в доме располагалась редакция издательства «Донская речь». В 1906—1907 — контора сборника «Былое», издававшегося в Париже В. Л. Бурцевым, и редакция ежемесячного журнала «Минувшие годы».

## История проекта
История создания доходного дома начинается с 1905 года, когда по доверенности инженера Александра Николаевича Перцова, совладельца Инженерной конторы А. Н. и Н. П. Перцовых в Красноярске, домовладение приобрел Пётр Васильевич Ливеровский. Общество гражданских инженеров по поручению Перцова провело конкурс на лучший проект застройки этого участка. В условиях конкурса особое значение придавалось выгодной эксплуатации участка, вытянутого вглубь квартала. Первое место среди 29 представленных проектов занял проект архитекторов М. С. Лялевича и М. М. Перетятковича. Принимал участие в конкурсе и будущий создатель дома Перцова — С. П. Галензовский, проект которого, созданный совместно с И. Ю. Мошинским, занял четвёртое место.
Однако непосредственно к созданию дома приступили только в 1910-м году. Разработку проекта Перцов поручил своему знакомому С. П. Галензовскому (они в одно время учились в институте). Принимал участие в проектировании и архитектор И. А. Претро (именно им подписаны чертежи, представленные в Городскую управу в июне 1910 и в августе 1912 года). При создании своего нового проекта Галензовский использовал планировочные идеи Лялевича и Перетятковича. В основе застройки участка лежали крестообразный и продолжающий его Т-образный курдонёры. Первоначально Галензовский планировал облицевать фасады кирпичом, однако ограничился серой штукатуркой, расшитой под руст, которую украшают флоральные узоры.

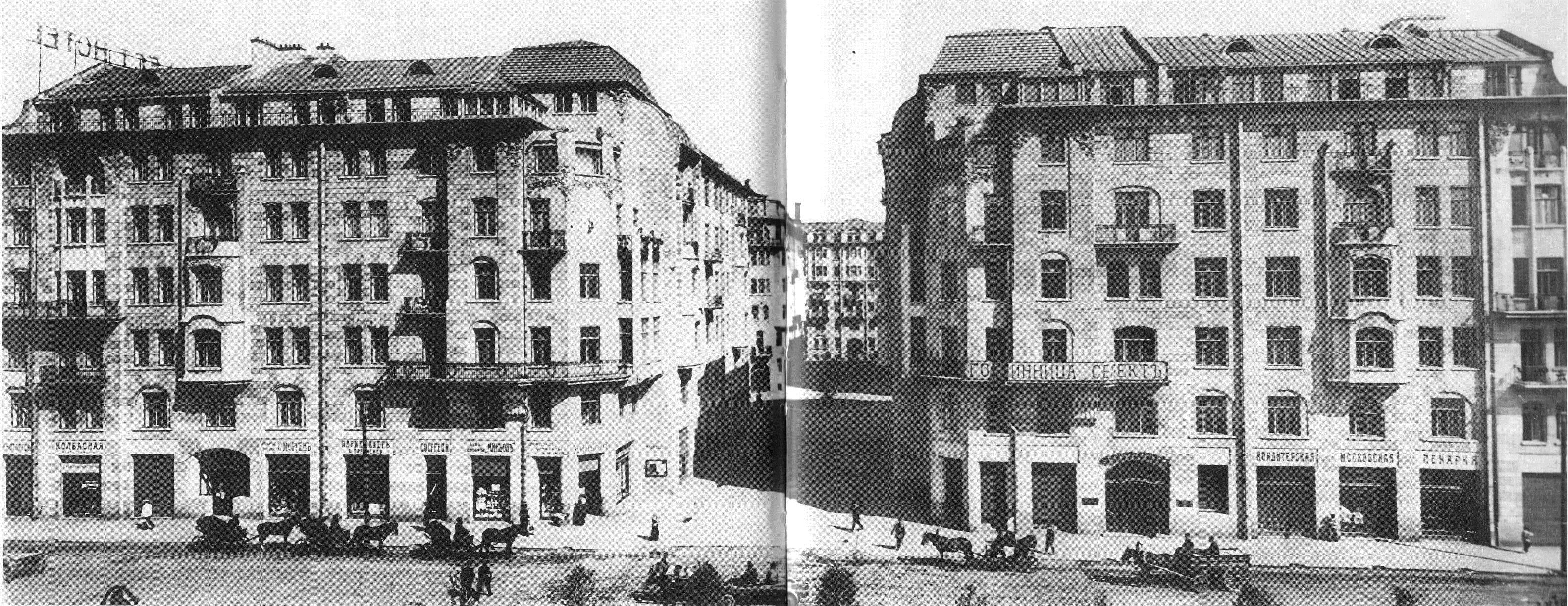
Дом Перцова. Фасад здания. Начало XX века

Строительство дома велось в 1911—1912 годах. При его создании домовладелец и архитекторы ориентировались на квартиросъёмщиков, принадлежавших к среднему классу (квартиры именно для этой категории квартиросъёмщиков были в то время в особом дефиците). Торговые помещения в комплексе домовладелец распределял таким образом, чтобы в них был представлен широкий ассортимент товаров, а при смене арендаторов старался сохранить профиль магазина. Поэтому неудивительно, что дом быстро завоевал популярность и на съём квартир в нём существовала длинная очередь.
Позже А. Н. Перцов поручил управление домом П. В. Ливеровскому и вернулся к своей первоначальной деятельности в качестве компаньона своего брата Николая.

## История здания
Дом был сооружен на американский манер, на 400 квартир разных размеров, с 18 лифтами, телефонами, ванными общего пользования, читальней для жильцов и т. п. Первоначально в нём размещались первоклассная гостиница на 200 номеров (впервые упоминается в архивных документах 19 февраля 1913 года) и роскошный ресторан «Селект» (упоминается в 1914 году в ежегоднике Весь Петербург), благодаря чему дом приобрёл широкую известность. Но гостиница высоких доходов не принесла — постояльцам мешал спать шум ломовых извозчиков, ранним утром развозивших грузы с Николаевского вокзала. Ресторан при гостинице был слишком дорог для небогатых жителей Лиговки.
Большую часть дома составили меблированные комнаты (комнаты-квартиры). Также в нём находился кондитерский магазин «Миньон». В 1915 году здесь разместились учреждения МПС: контроль Николаевской железной дороги, Местный контроль на эксплуатируемых казной железных дорогах и Контора представителя начальника работ по постройке восточной части Амурской железной дороги. Несколько позже добавилось управление по сооружению линий Общества Верхне-Волжской железной дороги.
Во время восстания левых эсеров в доме располагался один из штабов этой организации, а также редакция журнала «Наш путь». 7 июля 1918 года, в ходе подавления мятежа, штаб был захвачен отрядом красногвардейцев. Будущий главный маршал артиллерии СССР Воронов, будучи на тот момент курсантом командных артиллерийских курсов, добровольцем участвовал в захвате здания, о чём упоминает в своих мемуарах:

— Нам нужен небольшой, но смелый и решительный отряд курсантов-добровольцев в пятьдесят человек,— сказал секретарь райкома.
— Для выполнения боевого задания, добровольцы, пять шагов вперед! — раздалась команда.
Из строя вышли десятки курсантов. Мы без промедления направились на Лиговку, к дому Перцова, где находился штаб левых эсеров. Разделившись на два отряда, курсанты по двум переулкам вышли на Лиговку. В те минуты улица показалась нам очень широкой и открытой, а дом Перцова — настоящей крепостью. Из открытых окон торчали стволы пулеметов, все входы были наглухо закрыты.
Оба наших отряда без выстрелов, с громким криком «ура» бросились в атаку. Мы мгновенно пересекли улицу, разбили двери прикладами винтовок и ворвались в здание. Восставшие, видимо, не ожидали таких решительных действий, растерялись и почти не оказали сопротивления. Мы захватили пулеметы, много винтовок, ручных гранат, большие запасы патронов. Утром нам объявили благодарность, и каждому курсанту, участвовавшему в разгроме штаба левых эсеров, выдали по полфунта хлеба, четыре золотника сахару и банку мясных консервов на четверых. Мы очень гордились этим первым своим успешно выполненным заданием.
— Воронов Н. Н. На службе военной. — Воениздат, 1963.
В разные годы в доме располагались:
- 1915—1917 года — издательство «Арс», выпускавшее журнал «На берегах Невы», редакция которого помещалась тут же.
- 1917—1918 года — редакция журнала ЦК партии левых эсеров «Наш путь».
- в 1920—30-х годах большую часть здания занимали служащие Октябрьской и Мурманской железных дорог (а у последней одно время там же располагалось и управление), а также сотрудники Института инженеров путей сообщения.
- в 1950-х годах ОЖД разместила в доме общежитие привокзального почтамта. Много лет здесь проходили обучение юные железнодорожники Малой Октябрьской, позже переехавшее в Дом железнодорожников.
- в 1993 году в Перцовском доме разместился Драматический театр «Комедианты», основанный в 1989 и работающий под руководством режиссёра Михаила Александровича Левшина. Первые спектакли на новой сцене состоялись 17, 18 и 19 декабря на празднике «Новоселье в старом доме».

В настоящее время в здании расположены:
- Отделение «Почты России»
- Прокуратура Центрального района Санкт-Петербурга
- Центр правового обслуживания
- Областной психоневрологический диспансер
- Мини-отель «Онегин»
- Психологический центр «Психея»
- Детско-юношеский центр «Апрель»
- Драматический театр «Комедианты»
- Клуб «Йога для всех»
- Студия танца «Рандеву»
- Танцевальная студия «Монро»
- Дизайн-студия Модерн
- Компьютерная фирма «Икс-Ком Сервис»
- Ресторан «Moo Moo Burgers»
- Мини-гостиницы и мини-отели
- Продовольственные магазины
- Курьерская служба «Бегунов-Курьер»
- Вентиляционная компания «Прайм-Вент»
- Салон оптики
- Аптека

Название «Дом Перцова» сохранилось до наших дней и нередко заменяет горожанам адрес.
Здание треснуло при строительстве в 2008—2010 годах прилегающего торгового центра «Галерея».
По состоянию на 2020 год дом разбит на 3 литеры: А, Б, В, в общей сложности имеет 30 лестниц и 8 дворов. В доме 259 квартир, 109 из которых — коммуналки. В конце 2010-х гг. была расселена квартира площадью 600 кв. м на 3-м этаже литеры А. Инвестор оплатил более 60 % площади квартиры, рассчитывая разместить там отель. В 2020 году идет процесс расселения 36-комнатной коммунальной квартиры площадью 1100 кв. м (бывшее общежитие).